# علي أباد (كاكي)
علي أباد (بالفارسية: علی‌آباد) هي قرية تقع في إيران في قسم كاكي الريفي. يقدر عدد سكانها بـ 161 نسمة بحسب إحصاء 2016.